# Hahnenberg (Weiltingen)
Hahnenberg ist ein Gemeindeteil des Marktes Weiltingen im Landkreis Ansbach (Mittelfranken, Bayern). Hahnenberg liegt in der Gemarkung Veitsweiler.

## Geografie
Der Weiler liegt am Weihergraben, einem rechten Zufluss der Wörnitz. Im Nordwesten grenzt das Waldgebiet Hundsmarkt an, im Südosten der Hahnenschlag. 0,5 km nordöstlich erhebt sich der Lämmerberg (498 m ü. NHN). Eine Gemeindeverbindungsstraße führt nach Bosacker (0,9 km südöstlich) bzw. nach Veitsweiler (0,9 km nördlich).

## Geschichte
Die Fraisch über Hahnenberg war umstritten. Sie wurde sowohl vom ansbachischen Oberamt Wassertrüdingen als auch vom oettingen-spielbergischen Oberamt Aufkirchen beansprucht. Gegen Ende des 18. Jahrhunderts gab es in Hahnenberg 5 Anwesen (1 Söldengut, 2 halbe Köblergüter, 2 Gnadenhäuser), die allesamt das württembergische Oberamt Weiltingen als Grundherrn hatten.
Mit dem Gemeindeedikt wurde Hahnenberg dem 1811 gebildeten Steuerdistrikt und Ruralgemeinde Veitsweiler zugewiesen. Am 1. Mai 1978 wurde diese im Zuge der Gebietsreform in Bayern nach Weiltingen eingegliedert.

### Einwohnerentwicklung
| Jahr      | 001818 | 001840 | 001861 | 001871 | 001885 | 001900 | 001925 | 001950 | 001961 | 001970 | 001987 |
| Einwohner | 16     | 19     | 18     | 26     | 24     | 17     | 20     | 18     | 17     | 19     | 22     |
| Häuser    | 5      | 5      |        |        | 5      | 5      | 4      | 4      | 4      |        | 7      |
| Quelle    | [ 11 ] | [ 12 ] | [ 13 ] | [ 14 ] | [ 15 ] | [ 16 ] | [ 17 ] | [ 18 ] | [ 19 ] | [ 20 ] | [ 1 ]  |

## Religion
Der Ort ist seit der Reformation evangelisch-lutherisch geprägt und bis heute nach St. Veit (Veitsweiler) gepfarrt. Die Katholiken sind nach St. Margareta (Wilburgstetten) gepfarrt.